# Estación de Villena Alta Velocidad
Estación de Villena Alta Velocidad vasútállomás Spanyolországban, Villena településen. Része a spanyol nagysebességű vasúthálózatnak.

## Vasútvonalak
Az állomást az alábbi vasútvonalak érintik:
- Madrid–Levante nagysebességű vasútvonal

## Kapcsolódó állomások
A vasútállomáshoz az alábbi állomások vannak a legközelebb:
- Estación de Albacete-Los Llanos
- Estación de Alicante-Terminal